# Мачера (Терамо)
Мачера (итал. Maciera) је насеље у Италији у округу Терамо, региону Абруцо.
Према процени из 2011. у насељу је живело 35 становника. Насеље се налази на надморској висини од 128 м.